# Campionati sudamericani di atletica leggera 2021
I 52º Campionati sudamericani di atletica leggera si sono svolti a Guayaquil, in Ecuador, dal 29 al 31 maggio 2021 e sono stati organizzati sotto la supervisione della CONSUDATLE.
Vi hanno preso parte 367 atleti di 15 paesi.

## Nazioni partecipanti
Tra parentesi il numero di atleti per nazione
- Argentina (47)
- Bolivia (14)
- Brasile (78)
- Cile (31)
- Colombia (60)
- Rep. Dominicana (2)
- Ecuador (64)
- Guyana (12)

- Panama (6)
- Paraguay (3)
- Perù (23)
- Porto Rico (1)
- Suriname (1)
- Uruguay (15)
- Venezuela (10)

## Risultati[1]

### Uomini
| Specialità | Oro                                                                       | Prestazione        | Argento                                                               | Prestazione        | Bronzo                                                              | Prestazione        |
| Corse piane |                                                                           |                    |                                                                       |                    |                                                                     |                    |
| 100 m piani (+2.3 m/s) | Felipe Bardi                                                              | 10"10              | Emanuel Archibald                                                     | 10"23              | Derick Silva                                                        | 10"35              |
| 200 m piani (+1.9 m/s) | Felipe Bardi                                                              | 20"49              | Lucas Vilar                                                           | 21"62              | Anderson Marquínez                                                  | 20"63              |
| 400 m piani | Kelvis Padrino                                                            | 45"82              | Lucas Carvalho                                                        | 46"31              | Raúl Mena Pedroza                                                   | 46"58              |
| 800 m piani | Thiago André                                                              | 1'45"62            | Jhonatan Rodríguez                                                    | 1'47"01            | Ryan López                                                          | 1'47"78            |
| 1500 m piani | Thiago André                                                              | 3'37"92            | Federico Bruno                                                        | 3'38"25            | Santiago Catrofe                                                    | 3'38"67            |
| 5000 m piani | Altobeli da Silva                                                         | 13'51"81           | Carlos Díaz                                                           | 13'52"63           | Yuri Labra                                                          | 13'55"84           |
| 10000 m piani | Daniel do Nascimento                                                      | 29'18"06           | Nicolás Cuestas                                                       | 29'38"72           | Martín Cuestas                                                      | 29'47"82           |
| Corse a ostacoli |                                                                           |                    |                                                                       |                    |                                                                     |                    |
| 110 m hs | Rafael Pereira                                                            | 13"35              | Yohan Chaverra                                                        | 13"53              | Marcos Herrera                                                      | 13"77              |
| 400 m hs | Mahau Suguimati                                                           | 51"25              | Kevin Mina                                                            | 51"39              | Andrés Silva                                                        | 51"42              |
| 3000 m siepi | Altobeli da Silva                                                         | 8'34"17            | Carlos San Martín                                                     | 8'34"32            | Mario Bazán                                                         | 8'36"71            |
| Marcia 20000 metri | Andrés Chocho                                                             | 1h24'18"9          | Jhon Castañeda                                                        | 1h24'32"0          | Jhonatan Amores                                                     | 1h24'49"1          |
| Salti |                                                                           |                    |                                                                       |                    |                                                                     |                    |
| Salto in alto | Fernando Ferreira                                                         | 2,29 m             | Thiago Moura                                                          | 2,23 m             | Carlos Layoy                                                        | 2,17 m             |
| Salto con l'asta | Germán Chiaraviglio                                                       | 5,55 m             | Dyander Pacho                                                         | 5,30 m             | Abel Curtinove                                                      | 5,20 m             |
| Salto in lungo | Arnovis Dalmero                                                           | 7,94 m (+1.7 m/s)  | Emiliano Lasa                                                         | 7,94 m (+1.4 m/s)  | Alexsandro Melo                                                     | 7,93 m (+1.2 m/s)  |
| Salto triplo | Alexsandro Melo                                                           | 16,97 m (+1.7 m/s) | Leodán Torrealba                                                      | 16,89 m (+2.1 m/s) | Miguel van Assen                                                    | 16,73 m (+2.5 m/s) |
| Lanci |                                                                           |                    |                                                                       |                    |                                                                     |                    |
| Getto del peso | Welington Morais                                                          | 19,87 m            | Nazareno Sasia                                                        | 19,79 m            | Ignacio Carballo                                                    | 19,51 m            |
| Lancio del disco | Lucas Nervi                                                               | 63,18 m            | Alan de Falchi                                                        | 61,16 m            | Wellington da Cruz Filho                                            | 59,55 m            |
| Lancio del martello | Humberto Mansilla                                                         | 75,83 m            | Gabriel Kehr                                                          | 75,18 m            | Joaquín Gómez                                                       | 71,32 m            |
| Lancio del giavellotto | Arley Ibargüen                                                            | 75,62 m            | Billi Julio                                                           | 75,53 m            | Pedro Henrique Rodrigues                                            | 73,57 m            |
| Prove multiple |                                                                           |                    |                                                                       |                    |                                                                     |                    |
| Decathlon | Andy Preciado                                                             | 8 004 p.           | Felipe dos Santos                                                     | 7 960 p.           | Georni Jaramillo                                                    | 7 613 p.           |
| Staffette |                                                                           |                    |                                                                       |                    |                                                                     |                    |
| Staffetta 4×100 m | Brasile Erik Cardoso Felipe Bardi Derick Silva Bruno de Barros            | 39"10              | Colombia Jhonny Rentería Jhon Paredes Carlos Palacios Arnovis Dalmero | 39"65              | Guyana Jeremy Bascom Emanuel Archibald Akeem Stewart Noelex Holder  | 40"02              |
| Staffetta 4×400 m | Brasile Bruno de Barros Lucas Carvalho João Cabral Pedro Luiz de Oliveira | 3'04"25            | Colombia Kevin Mina Raúl Mena Nicolás Salinas Fanor Escobar           | 3'08"15            | Ecuador Edison Acuña Alan Minda Miguel Maldonado Anderson Marquinez | 3'13"74            |
| record mondiale; record mondiale stagionale; record sudamericano; record dei campionati; record nazionale; record personale; record personale stagionale. |                                                                           |                    |                                                                       |                    |                                                                     |                    |

### Donne
| Specialità | Oro                                                                                 | Prestazione       | Argento                                                                            | Prestazione       | Bronzo                                                                             | Prestazione       |
| Corse piane |                                                                                     |                   |                                                                                    |                   |                                                                                    |                   |
| 100 m piani (+1.0 m/s) | Vitória Cristina Rosa                                                               | 11"31             | Marizol Landázuri                                                                  | 11"39             | Jasmine Abrams                                                                     | 11"50             |
| 200 m piani (+0.8 m/s) | Vitória Cristina Rosa                                                               | 23"10             | Marizol Landázuri                                                                  | 23"35             | Ana Azevedo                                                                        | 23"87             |
| 400 m piani | Tiffani Marinho                                                                     | 52"65             | Angie Melissa Palacios                                                             | 52"86             | Jennifer Padilla                                                                   | 53"03             |
| 800 m piani | Déborah Rodríguez                                                                   | 2'03"38           | Flávia de Lima                                                                     | 2'05"00           | Andrea Foster                                                                      | 2'05"93           |
| 1500 m piani | Joselyn Brea                                                                        | 4'15"05           | María Pía Fernández                                                                | 4'15"27           | Mariana Borelli                                                                    | 4'15"61           |
| 5000 m piani | Edymar Brea                                                                         | 15'47"16          | Florencia Borelli                                                                  | 15'47"46          | Joselyn Brea                                                                       | 15'48"24          |
| 10000 m piani | Edymar Brea                                                                         | 34'05"25          | Silvia Ortiz                                                                       | 34'06"61          | Jhoselyn Camargo                                                                   | 34'09"54          |
| Corse a ostacoli |                                                                                     |                   |                                                                                    |                   |                                                                                    |                   |
| 100 m hs (+2.8 m/s) | Ketiley Batista                                                                     | 12"94             | Ketiley Batista                                                                    | 13"47             | Jenea McCammon                                                                     | 13"63             |
| 400 m hs | Melissa Gonzalez                                                                    | 55"68             | Valeria Cabezas                                                                    | 57"56             | Chayenne da Silva                                                                  | 57"78             |
| 3000 m siepi | Tatiane Raquel da Silva                                                             | 9'38"71           | Simone Ferraz                                                                      | 9'45"15           | Belén Casetta                                                                      | 9'45"79           |
| Marcia 20000 metri | Glenda Morejón                                                                      | 1h29'24"61        | Érica de Sena                                                                      | 1h30'51"97        | Maritza Guamán                                                                     | 1h32'46"25        |
| Salti |                                                                                     |                   |                                                                                    |                   |                                                                                    |                   |
| Salto in alto | Jennifer Rodríguez                                                                  | 1,89 m            | Valdileia Martins                                                                  | 1,86 m            | Joice Micolta                                                                      | 1,83 m            |
| Salto con l'asta | Stefanny Castillo                                                                   | 4,30 m            | Isabel Demarco                                                                     | 4,00 m            | Alejandra Arévalo                                                                  | 4,00 m            |
| Salto in lungo | Leticia Oro Melo                                                                    | 6,63 m (+1.2 m/s) | Eliane Martins                                                                     | 6,57 m (+0.9 m/s) | Natalie Aranda                                                                     | 6,34 m (+0.8 m/s) |
| Salto triplo | Keila Costa                                                                         | 13,67 m           | Liuba Zaldívar                                                                     | 13,58 m           | Gabriele dos Santos                                                                | 13,45 m           |
| Lanci |                                                                                     |                   |                                                                                    |                   |                                                                                    |                   |
| Getto del peso | Lívia Avancini                                                                      | 17,34 m           | Ahymara Espinoza                                                                   | 16,95 m           | Ivana Gallardo                                                                     | 16,94 m           |
| Lancio del disco | Izabela da Silva                                                                    | 62,18 m           | Karen Gallardo                                                                     | 58,20 m           | Lidiane Cansian                                                                    | 54,35 m           |
| Lancio del martello | Mariana Marcelino                                                                   | 66,16 m           | Mariana García                                                                     | 63,20 m           | Mayra Gaviria                                                                      | 62,46 m           |
| Lancio del giavellotto | Laila Ferrer                                                                        | 59,97 m           | María Lucelly Murillo                                                              | 59,92 m           | Jucilene de Lima                                                                   | 59,65 m           |
| Prove multiple |                                                                                     |                   |                                                                                    |                   |                                                                                    |                   |
| Eptathlon | Evelis Aguilar                                                                      | 6 165 p.          | Martha Araujo                                                                      | 5 866 p.          | Raiane Procópio                                                                    | 5 821 p.          |
| Staffette |                                                                                     |                   |                                                                                    |                   |                                                                                    |                   |
| Staffetta 4×100 m | Brasile Aurora Vida Ana Cláudia Lemos Ana Carolina Azevedo Micaela de Mello         | 44"91             | Colombia Valeria Cabezas Shary Vallecilla Gregoria Gómez Natalia Linares           | 45"61             | Ecuador Ginger Quintero Katherine Chillambo Nicol Caicedo Marizol Landázuri        | 45"66             |
| Staffetta 4×400 m | Colombia Angie Melissa Palacios Rosangélica Escobar Melissa González Evelis Aguilar | 3'31"04           | Cile Stephanie Saavedra María José Echeverría María Fernanda Mackenna Martina Weil | 3'34"89           | Brasile Tábata de Carvalho Flávia de Lima Maria Victoria de Sena Chayenne da Silva | 3'13"74           |
| record mondiale; record mondiale stagionale; record sudamericano; record dei campionati; record nazionale; record personale; record personale stagionale. |                                                                                     |                   |                                                                                    |                   |                                                                                    |                   |

### Misti
| Specialità | Oro                                                                        | Prestazione | Argento                                                                    | Prestazione | Bronzo                                                                | Prestazione |
| Staffetta 4×400 m | Colombia Raúl Mena Angie Melissa Palacios Jennifer Padilla Nicolás Salinas | 3'21"38     | Argentina Leandro Paris María Ayelén Diogo Noelia Martínez Elián Larregina | 3'23"77     | Ecuador Anderson Colorado Virginia Villalba Evelyn Mercado Alan Minda | 3'27"97     |
| record mondiale; record mondiale stagionale; record sudamericano; record dei campionati; record nazionale; record personale; record personale stagionale. |                                                                            |             |                                                                            |             |                                                                       |             |

## Medagliere
Legenda
     Paese ospitante
| Posizione | Nazione   | Oro | Argento | Bronzo | Totale |
| --------- | --------- | --- | ------- | ------ | ------ |
| 1         | Brasile   | 26  | 11      | 12     | 49     |
| 2         | Colombia  | 8   | 13      | 3      | 24     |
| 3         | Venezuela | 4   | 2       | 3      | 9      |
| 4         | Ecuador   | 3   | 5       | 8      | 16     |
| 5         | Cile      | 2   | 5       | 1      | 8      |
| 6         | Argentina | 1   | 4       | 5      | 10     |
| 7         | Uruguay   | 1   | 3       | 3      | 7      |
| 8         | Guyana    | 0   | 1       | 4      | 5      |
| 9         | Perù      | 0   | 1       | 3      | 4      |
| 10        | Bolivia   | 0   | 0       | 1      | 1      |
| 10        | Panama    | 0   | 0       | 1      | 1      |
| 10        | Suriname  | 0   | 0       | 1      | 1      |
| Totale    | Totale    | 45  | 45      | 45     | 135    |